# Splügengalerie

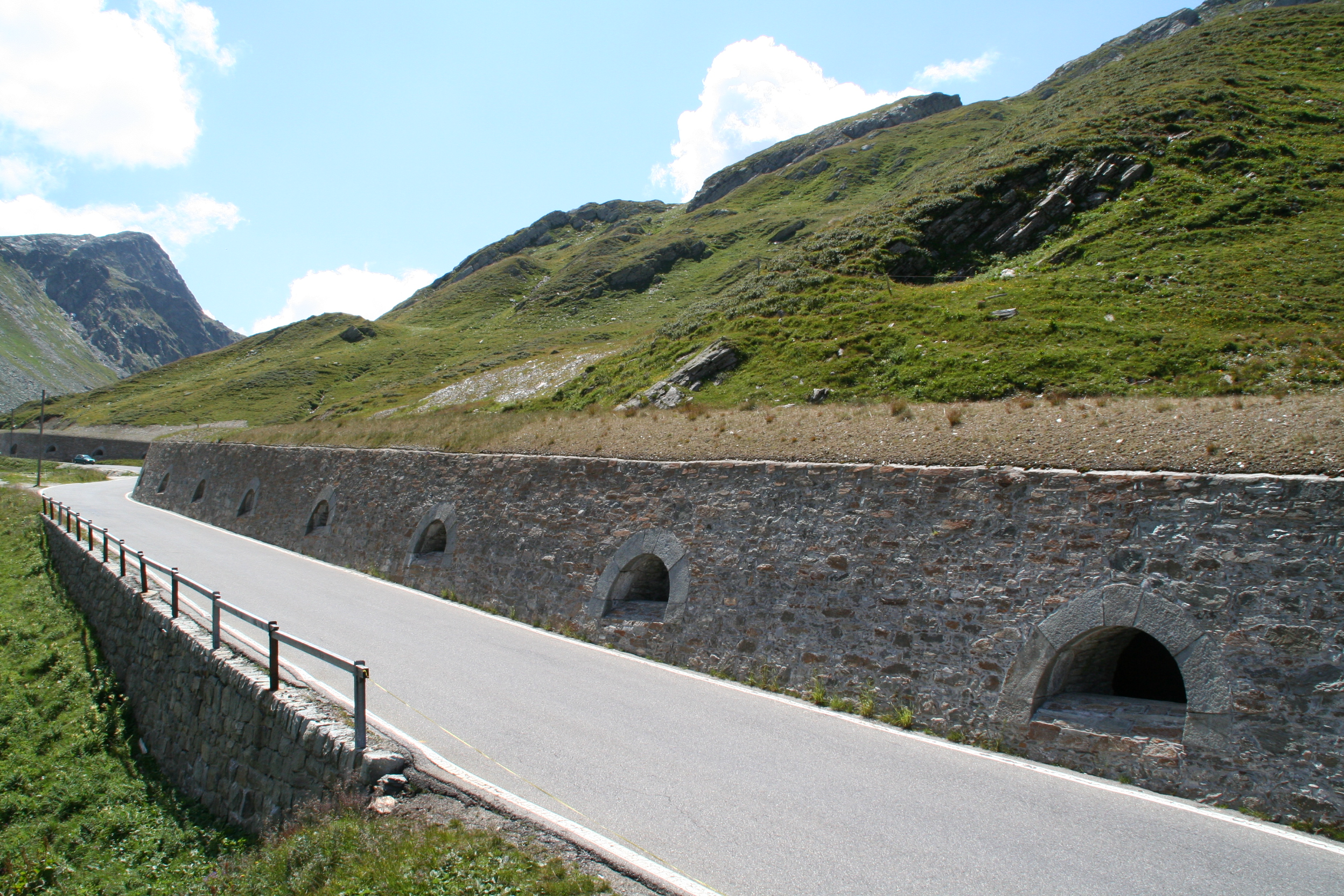
Splügengalerie Richtung Pass

Die 312 Meter lange Splügengalerie liegt knapp unterhalb der Passhöhe auf der Nordseite des Splügenpasses im Kanton Graubünden in der Schweiz.
Als Zeuge der Bedeutung des Passverkehrs und der Ingenieurskunst der ersten Hälfte des 19. Jahrhunderts ist die Galerie im Inventar historischer Verkehrswege der Schweiz als Objekt von nationaler Bedeutung aufgeführt und steht damit unter Bundesschutz. Es gibt in der Schweiz kein vergleichbares Beispiel einer Schutzgalerie aus der Zeit der ersten Kunststrassen.

## Geschichte

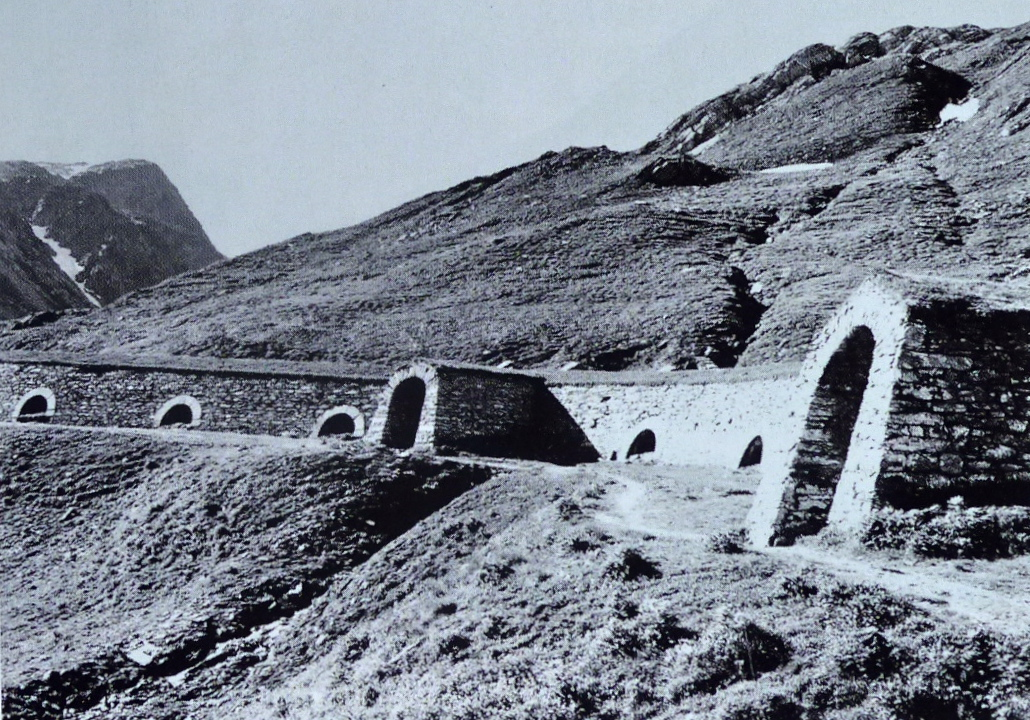
Die alte Galerie am Splügenpass mit den zwei Belüftungsschächten

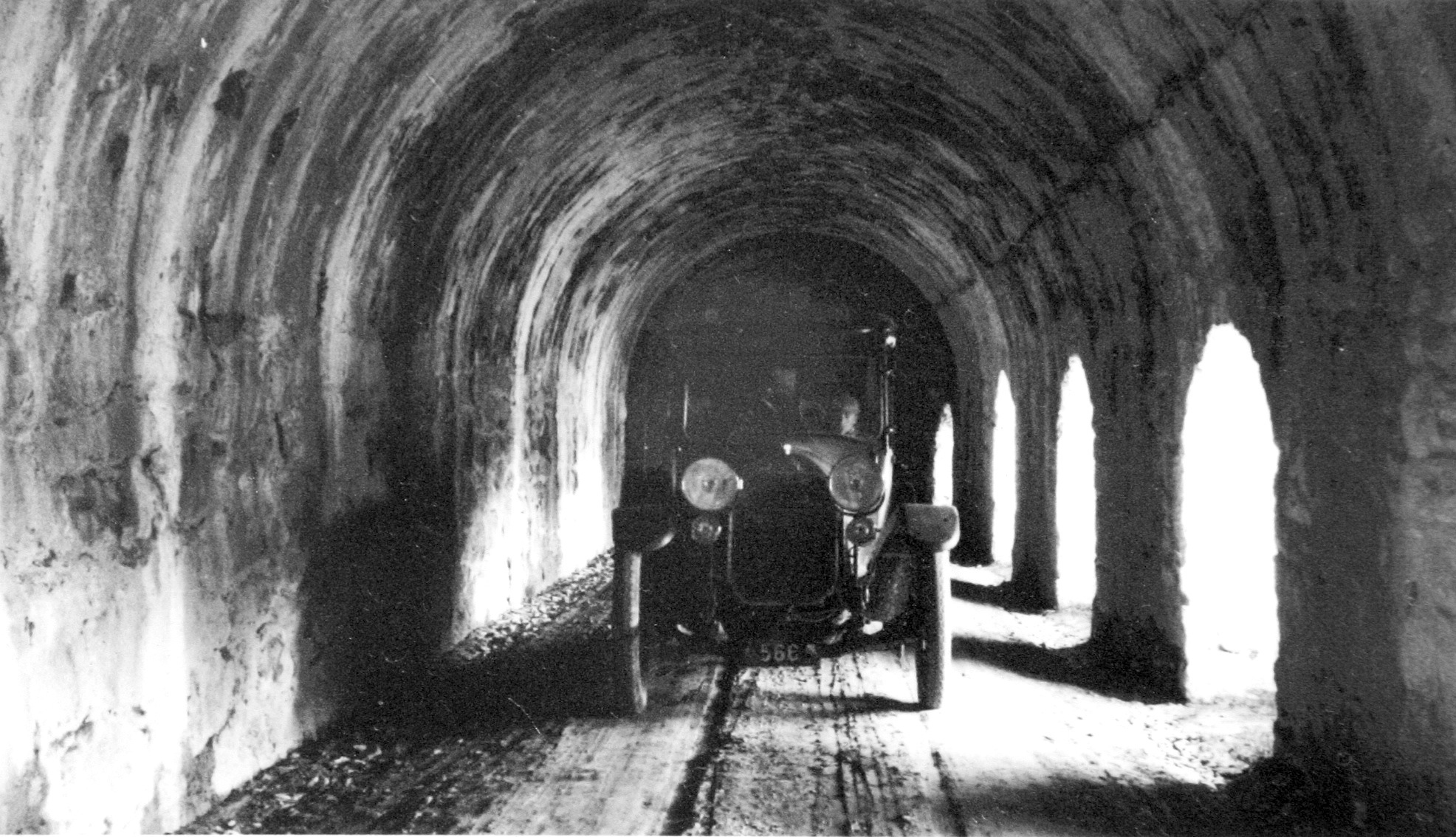
Um 1900

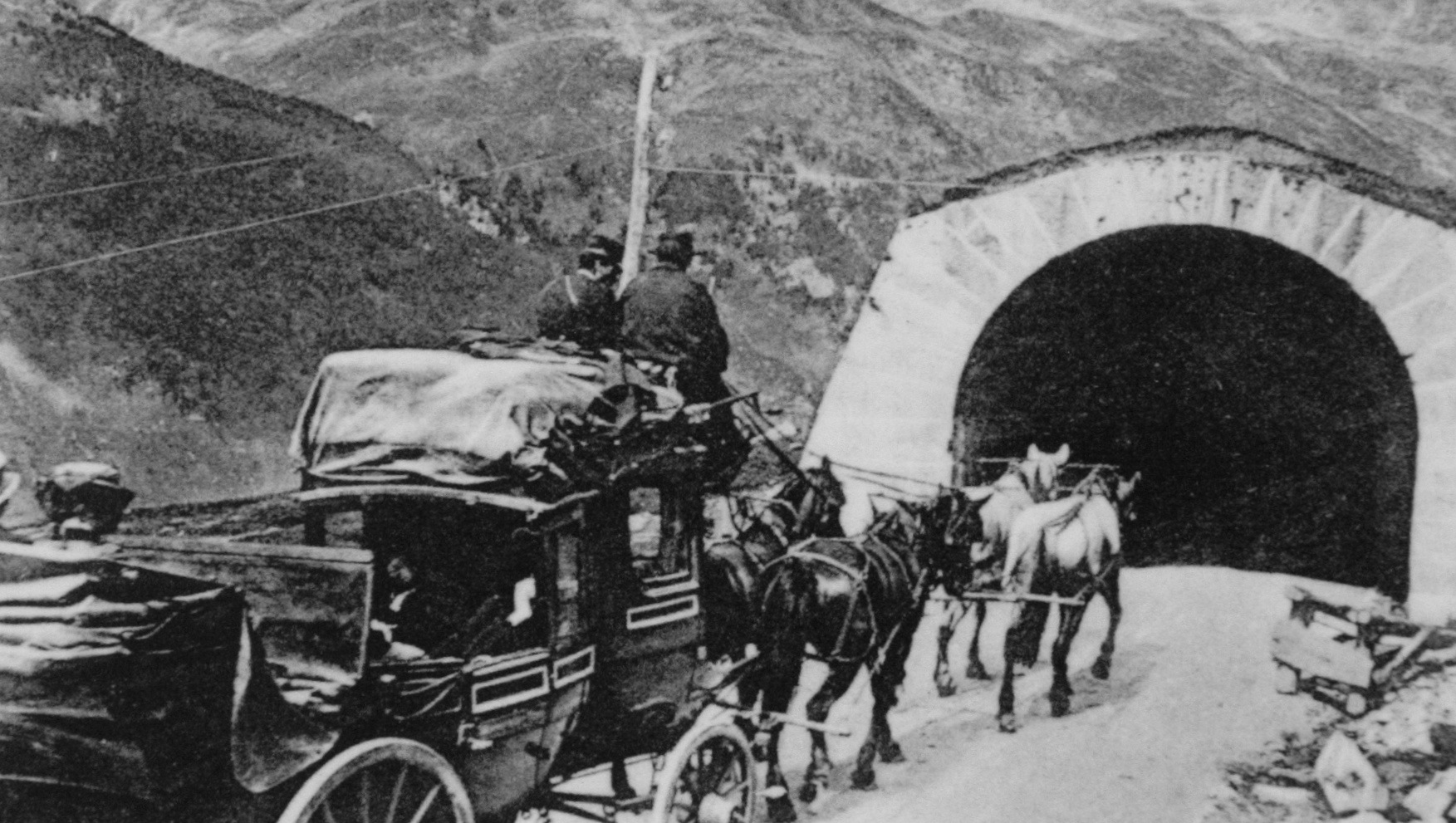
Postkutsche am unteren Portal

Die Galerie wurde 1843 nach den Plänen des italienischen Ingenieurs Carlo Donegani (1775–1845) und des Bündner Ingenieurs Richard La Nicca gebaut, um die Strasse vor Lawinen zu schützen.
Der Bau der Galerie und des Gasthauses auf der Schweizer Seite wurde durch Österreich finanziert.
Bis in die 1950er Jahre führte der Strassenverkehr durch die Galerie, dann wurde der Splügenpass im Winter geschlossen. Die Galerie wurde ausser Betrieb gesetzt und durch eine neue Strasse umfahren, blieb jedoch als Zeugnis historischer Strassenbaukunst erhalten. Dabei wurden die zwei Vorbauten abgebrochen, die im Winter Licht und Luft ins Innere der Galerie brachten.

## Sanierung

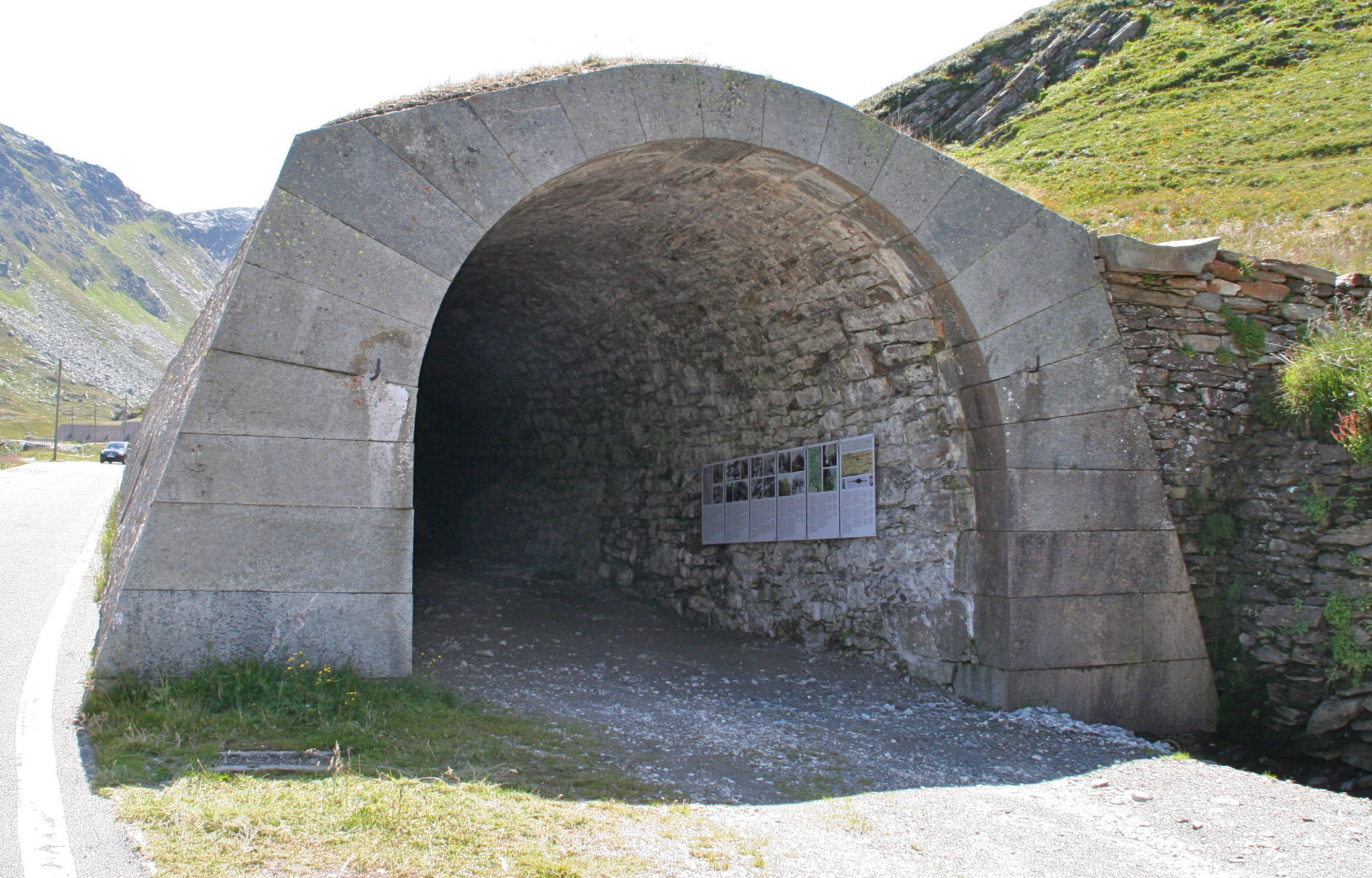
Unteres Portal

Im Laufe der Jahre wurde durch eindringendes Wasser und Frost das Mauerwerk der Galerie beschädigt; durch die im Wasser gelösten Salze wurden die Bindemittel im Mörtel abgebaut. Um einen drohenden Zerfall zu verhindern – Teile des Mauerwerks waren bereits eingestürzt –, wurde die Galerie mit finanzieller Unterstützung von Bund und Kanton Graubünden und unter fachlicher Begleitung durch den Bündner Heimatschutz von 2007 bis 2011 saniert und kann nun auf ihrer ganzen Länge zu Fuss begangen werden. In ihrem unteren Teil wird sie als Ausstellungsraum genutzt; Tafeln und zahlreiche Fotografien informieren über Geschichte und Instandsetzung des Bauwerks.
Am 2. Juli 2011 wurde mit rund 300 Gästen aus Italien und der Schweiz der Abschluss der Restaurierung sowie das 10-Jahre-Jubiläum der Via Spluga gefeiert.